# Pindorama do Tocantins
Pindorama do Tocantins is een gemeente in de Braziliaanse deelstaat Tocantins. De gemeente telt 4.500 inwoners (schatting 2009).